# Chariots of Fire (colonna sonora)
Chariots of Fire è un album del musicista greco Vangelis, colonna sonora del film Momenti di gloria del regista Hugh Hudson e pubblicato dalla Polydor nel 1981. Diciassettesima uscita discografica ufficiale, l'album ha vinto il Premio Oscar alla migliore colonna sonora nel 1982. Il film ha invece vinto l'Oscar al miglior film dello stesso anno.

## Descrizione
Il regista del film, Hugh Hudson, invitò Vangelis dopo essere rimasto impressionato dai suoi album Opéra Sauvage e China ed aver lavorato con lui nella stesura di musiche per pubblicità negli anni settanta.
La musica della colonna sonora, interamente elettronica, diede inizio ad uno stile nuovo nella composizione delle stesse. L'uso dei sintetizzatori come unici strumenti si rivelò conveniente per i compositori, e molti di questi si ispirarono a Chariots of Fire nella composizione dei loro lavori.
I brani presenti nell'album vennero quasi interamente ri-registrati e ri-arrangiati, e per questo la musica del disco è differente da quella usata nel film. Nella versione in vinile il primo lato conteneva i brani più famosi, mentre il secondo era occupato da una suite con collage di altri brani che portava il titolo del disco. Alcune composizioni presenti nel film non vennero incluse nell'album, come per esempio il brano Hymne (reintitolata Hymn), proveniente dall'album Opéra Sauvage. Lo stesso brano venne incluso nelle compilation Portraits (So Long Ago, So Clear) e Odyssey.
Benché Vangelis avesse già composto molte altre colonne sonore, tra cui quelle per i documentari di Frédéric Rossif, questo fu il primo lavoro importante, e gli diede immediatamente la fama di grande compositore, inducendo registi come Ridley Scott ad affidargli la composizione delle colonne sonore dei loro prossimi film. Il successo di Titles, meglio nota come Chariots of Fire o Main theme from Chariots of Fire, contribuì a dare una svolta alla sua carriera di compositore.

### Successo
Benché la musica elettronica venisse considerata poco adatta per una colonna sonora, il successo di questa superò qualsiasi aspettativa. L'album restò nella classifica Billboard Top 200 per 4 settimane e il brano Titles, pubblicato come singolo, rimase nella Billboard Hot 100 per 5 mesi, raggiungendone la prima posizione e mantenendola per una settimana. Lo stesso brano raggiunse la seconda posizione in Canada, la 12ª posizione in Gran Bretagna, dove l'album restò per 107 settimane raggiungendo come miglior posizione la quinta, la sesta in Nuova Zelanda, la nona in Olanda e la ventunesima nella classifica australiana.

## Tracce
Testi e musiche di Vangelis Papathanassiou (eccetto dove specificato).
1. Titles – 3:33
2. Five Circles – 5:20
3. Abraham's Theme – 3:20
4. Eric's Theme – 4:18
5. 100 Metres – 2:04
6. Jerusalem – 2:47 (Charles Parry, arr. Harry Rabinowitz)
7. Chariots of Fire – 20:41

## Musicisti
- Vangelis - tutti gli strumenti
- The Ambrosian Singers - voci in Jerusalem
- John McCarthy - direttore del coro in Jerusalem
- Keith Spencer-Allen - ingegnere del suono